# Castillo de El Burgo
El castillo de El Burgo, también denominado castillo de Miraflores, son los restos de una fortificación situada en el casco urbano de la localidad malagueña de El Burgo, España. Cuentan con la protección de la Declaración genérica del Decreto de 22 de abril de 1949, y la Ley 16/1985 sobre el Patrimonio Histórico Español.

## Descripción
El castillo está englobado en el casco urbano, entrelazándose sus muros y torres entre el caserío y la iglesia, ambos posteriores. Castillo y poblado están situados en la vertiente oriental de la sierra de Lifa. En torno a mediados o principios del siglo XX el castillo aún ocupaba una gran extensión, si bien muchas de sus murallas se habían enlazado con las paredes de las viejas o nuevas casas, cediendo el recinto de sus torres para habitaciones y sus casi cegados aljibes para establos o pajares. Desde entonces, los restos del castillo cada vez van reduciéndose más.
Sus muros fueron altísimos y muy sólidos, disponiendo en su recinto numerosos depósitos de agua y una galería subterránea que descendía hasta el río Turón. Se mantienen una torre cuadrada y una cilíndrica que forma parte de una casa.

## Historia
No se sabe con certeza si empezaría como otros siendo castro céltico, aunque si parece cierto es que fuera un castillo medieval, dada su denominación visigótica. Ya en época bajomedieval, su fábrica e historia confirman que fue uno de las fortificaciones que defendían el reino nazarí de Granada. Tras un largo cerco, Pedro I de Castilla logró apoderarse de él en la primera mitad del siglo XV, cayendo después de nuevo en manos nazaríes. Sería definitivamente recuperado con la conquista de Ronda por parte de los Reyes Católicos, quienes ordenaron la reparación total del alcázar, convencidos de su importancia y valor estratégico, nombrando alcaide del mismo en 1485 a Don Pedro Barrionuevo.